# Кучиев, Юрий Сергеевич
Ю́рий Серге́евич Кучи́ев (осет. Кучиты Сергейы фырт Юрий; 26 августа 1919, село Тиб, Владикавказский округ, Терская область, РСФСР — 14 декабря 2005 года, Санкт-Петербург, Россия) — арктический капитан, первым достигший Северного полюса в надводном плавании. Герой Социалистического Труда (1977).

## Биография
Родился 26 августа 1919 года в селе Тиб ныне Алагирского района Северной Осетии, осетин.
В 1938 году с отличием окончил среднюю школу № 27 в Орджоникидзе, а в 1941 году был зачислен матросом на буксир «Василий Молоков» порта Диксон. В годы Великой Отечественной войны находился в составе конвоев Северного флота. Окончил курсы штурманов (1944), заочно — Ленинградское высшее инженерное морское училище имени адмирала С. О. Макарова (1963).
Непродолжительное время находился на службе в военно-морском флоте, будучи 27 сентября — 27 декабря 1944 года помощником капитана ледокольного парохода «Таймыр» Северного флота.
4 января — 25 февраля 1945 года — 4-й помощник капитана на ледоколе «Ермак»;
25 февраля — 20 июня 1945 года — 4-й помощник капитана на ледоколе «Сибиряков»;
20 июня — 15 августа 1945 года — 3-й помощник капитана на ледоколе «Малыгин»;
15 августа 1945 года — 25 августа 1947 года — 2-й помощник капитана на ледоколе «Малыгин»;
25 августа 1947 года — 7 июня 1951 года — 2-й помощник капитана на ледоколе «Сибиряков»;
30 августа — 29 октября 1951 года — старший помощник капитана ледокола «Илья Муромец»;
29 октября — 2 ноября 1952 года — и. о. капитана ледокола «Илья Муромец»;
2 ноября 1952 года — 8 июля 1953 года — старший помощник капитана ледокола «Илья Муромец»;
8 июля — 28 июля 1953 года — и. о. капитана ледокола «Илья Муромец»;
С 28 июля 1953 года переведен старшим помощником капитана на ледокол «Красин». В дальнейшем неоднократно возвращался для работы на этом судне — с 26 февраля 1959 года по 28 декабря 1961 года был старшим штурманом, с 28 декабря 1961 года по 19 ноября 1963 года и. о. капитана ледокола, с 12 июня 1966 по 17 апреля 1968 года был капитаном этого ледокола.
С 1962 по 1971 годы — капитан ледоколов «Мурманск», «Киев», дублёр капитана атомного ледокола «Ленин»; в 1964 году командовал Пятой Арктической навигацией ледокола «Ленин».
С 1972 года первый капитан атомного ледокола «Арктика». Звание Героя Социалистического труда присвоено за поход к Северному полюсу. 17 августа 1977 года атомный ледокол «Арктика» первым в мире в надводном плавании достиг этой точки планеты.
В 1997 году вышел на пенсию, проживал в Санкт-Петербурге. Умер 14 декабря 2005 года. После похорон, по завещанию Юрия Сергеевича, был кремирован; его прах и прах умершей в 1999 году жены торжественно преданы морю в районе Северного полюса командой атомного ледокола «Ямал» 19 августа 2006 года.

## Награды и Звания
- Герой Социалистического Труда (1977).
- Почётный капитан атомохода «Арктика».
- Орден Ленина, Орден Трудового Красного Знамени, Отечественной войны II степени (28 апреля 1991 года).
- Медали «За трудовое отличие», «За оборону Советского Заполярья», «За победу над Германией в Великой Отечественной войне», «300 лет Российскому флоту», юбилейные медали.
- Удостоен ряда отраслевых наград и званий: «Почётный работник морского флота», «Почётный полярник», «Почётный член Географического общества», «Почётный гражданин города Орджоникидзе».

## Память
Имя Юрия Кучиева носит:
- школа № 27 в г. Владикавказе. 10 октября 2006 года на здании школы была установлена мемориальная доска[6]. Автор: скульптор Михаил Дзбоев[7].
- улица в Пригородном районе города Владикавказа;
- остров в архипелаге Земля Франца-Иосифа (с 26 ноября 2008 года);
- танкер Yuriy Kuchiev;
- сквер в Санкт-Петербурге[8].

Памятник Юрию Кучиеву установлен во Владикавказе на улице Коцоева.

## Публикации
- Предисловие к книге А. И. Арикайнена, К. Н. Чубакова «Азбука ледового плавания» — М.: «Транспорт», 1987, 224 стр.